# Arisaema tortuosum
Arisaema tortuosum (Engels: whipcord cobra lily) is een plantensoort uit de aronskelkfamilie (Araceae). De plant komt voor op het Indisch subcontinent, in Myanmar, in westelijk en centraal China en op het eiland Sri Lanka. De plant groeit in rododendronbossen, tussen struikgewas en op alpiene weiden in de Himalaya.